# Monument voor de Afrikaanse Wedergeboorte

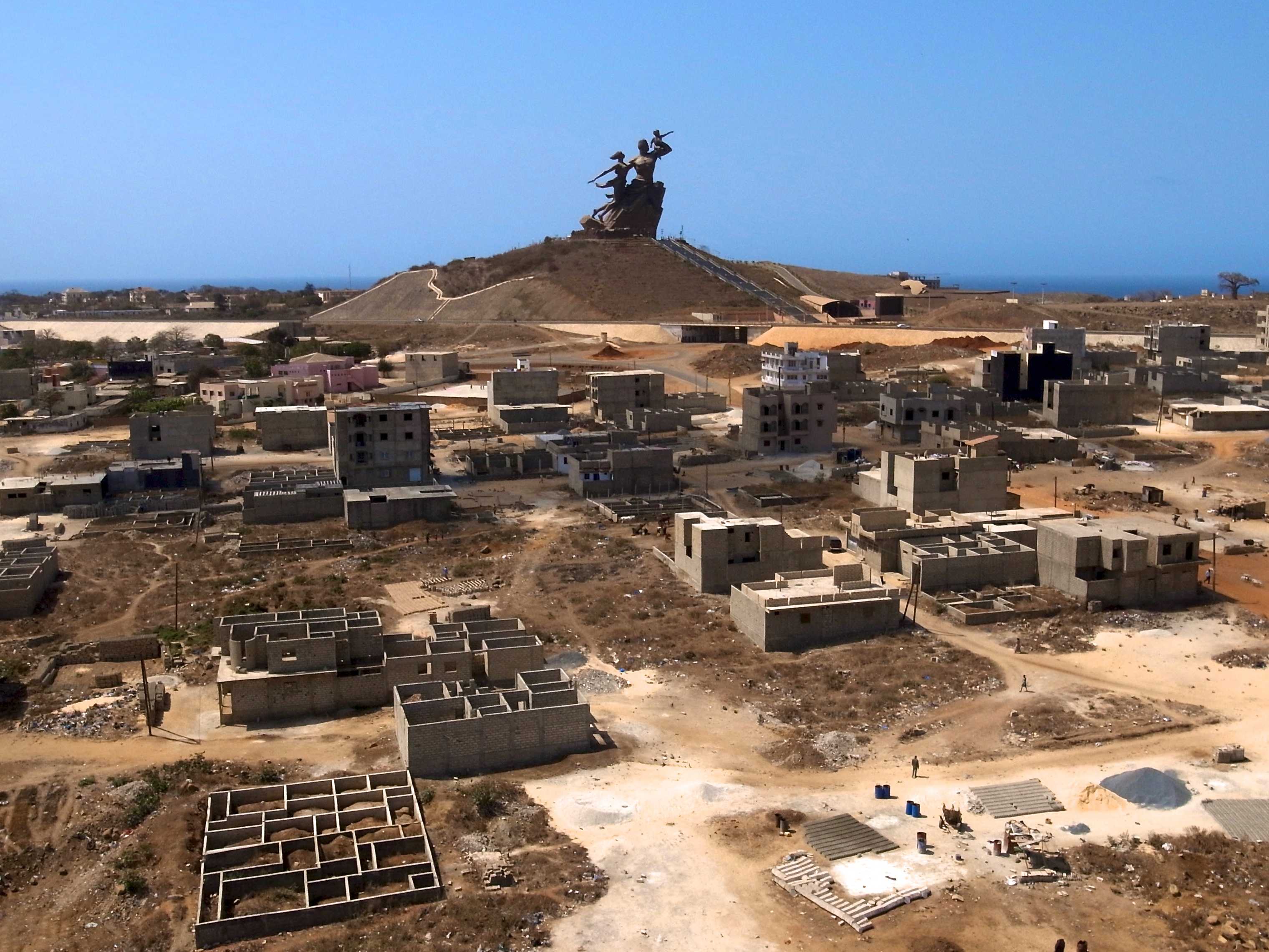
Monument voor de Afrikaanse Wedergeboorte

Het Monument voor de Afrikaanse Wedergeboorte is een bronzen beeld op een 100 meter hoge heuvel in de Senegalese hoofdstad Dakar, dat uitkijkt over de Atlantische Oceaan. Het monument heeft een hoogte van 50 meter en toont een Afrikaans gezin bestaande uit een jonge vrouw, een man en, in de linkerarm van de man, een kind dat met zijn arm richting de zee wijst.
Het beeld werd ontworpen door de Senegalese architect Pierre Goudiaby Atepa, die zich baseerde op een idee van president Abdoulaye Wade. Het werd gebouwd door Noord-Koreaanse arbeiders van het bedrijf Mansudae Overseas Projects in een periode van drie jaar. De officiële onthulling was in april 2010, 50 jaar nadat Senegal onafhankelijk werd van Frankrijk.
Het Monument voor de Afrikaanse Wedergeboorte is om verscheidene redenen bekritiseerd, onder meer omdat president Wade het werk ziet als zijn intellectueel eigendom en derhalve 35% van de opbrengsten opeist. De kritiek richt zich tevens op de kosten, ongeveer 15 miljoen euro, en op het afgodische karakter van het standbeeld en de schaars gekleed afgebeelde personen, die niet zouden passen in het grotendeels islamitische Senegal.